# Trichastylopsis
Trichastylopsis is een kevergeslacht uit de familie van de boktorren (Cerambycidae). De wetenschappelijke naam van het geslacht werd voor het eerst geldig gepubliceerd in 1956 door Dillon.

## Soorten
Trichastylopsis omvat de volgende soorten:
- Trichastylopsis albidus (LeConte, 1852)
- Trichastylopsis hoguei Chemsak & Linsley, 1978